# Modelo (tecnología)
El modelo constituye un elemento de clasificación de productos que se crean industrialmente, generalmente mediante procesos mecanizados.

## Clasificación
.

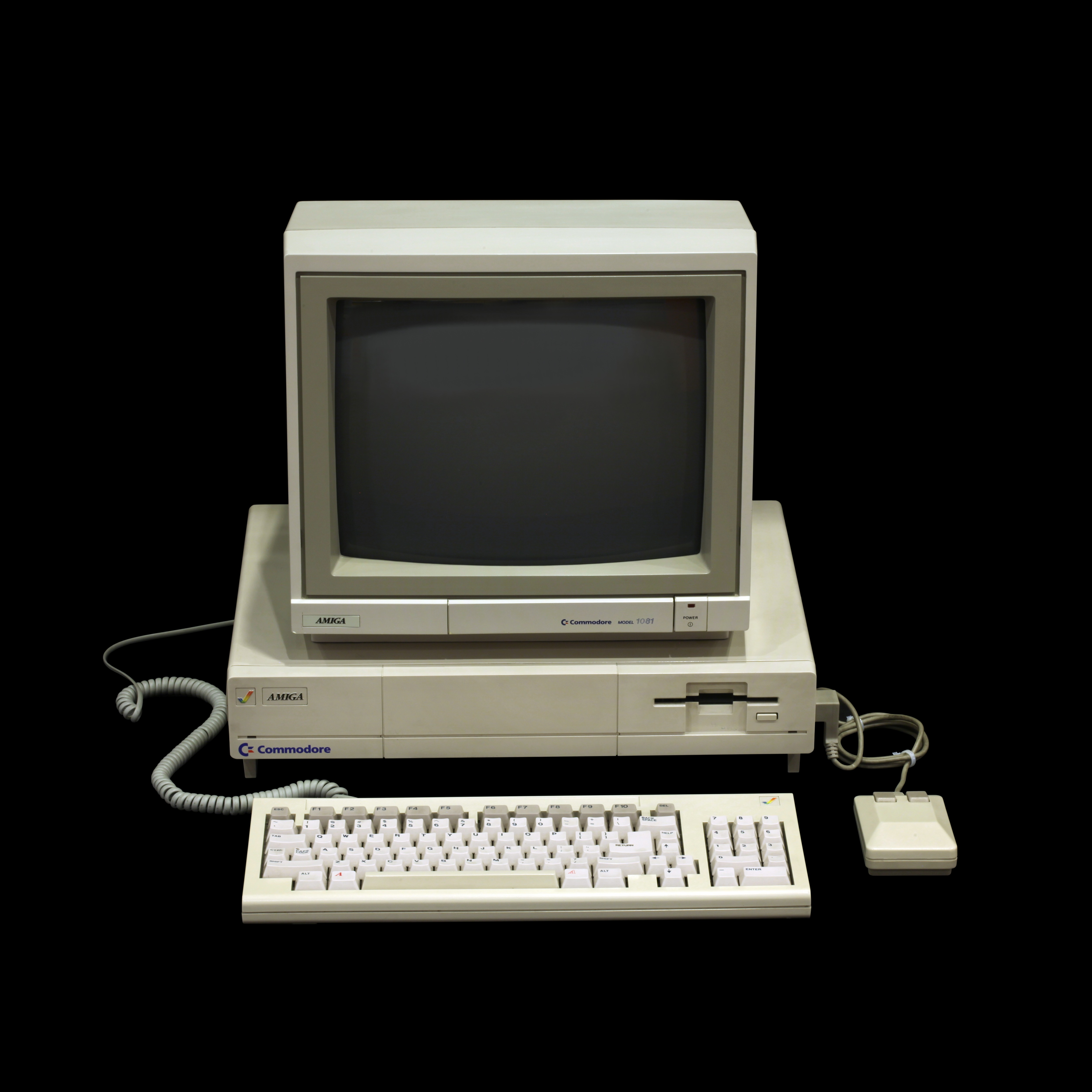
Amiga 1000, 1985 El nombre en código de lo que sería el primer computador de marca Amiga, modelo 1000 fue «Lorraine», con un microprocesador marca Motorola modelo MC68000 a 7,14 MHz, 512KB de memoria RAM (ampliables hasta 8 MB)

La escala de denominación dependiendo del tamaño de la rama de actividad a que pertenece la industria productora y el tamaño de la demanda es
1. Tipo de producto
2. Productor
3. Marca
4. Modelo
5. Versión
6. Año
7. Número de serie

Para una más detallada información de normas internacionales sobre clasificación de actividades
Para una más detallada información de normas internacionales sobre clasificación de productos verNaciones Unidas. «CLASIFICACIÓN INDUSTRIAL INTERNACIONAL UNIFORME DE TODAS LAS ACTIVIDADES ECONÓMICAS (CIIU)». REVISIÓN 3.1. Consultado el 18 de enero de 2012.

## Tipo de producto
Cuando el mercado está dividido en amplios segmentos un producto puede estar individualizado en primera instancia para identificar a cual pertenece.
Es así que el producto computador personal, antes de especificarse la marca, se hace referencia al ambiente, PC o Mac, por ejemplo. Así podemos tener un PC compatible, del fabricante Toshiba marca Toshiba modelo Satellite versión Pro del año 2011. 
Por ejemplo, Chrysler Corporation produce los automóviles Dodge y Chrysler entre otros. Dentro de cada marca se producen modelos como el Dodge Dart o el Chrysler Sebring para distinguir las categorías, que generalmente apuntan a diferentes segmentos de mercado. 

## Personalización
Los adquirentes de los diversos modelos pueden, en algunas circunstancias "personalizar", es decir, (slang: "enchular") su vehículo poniendo una orden de compra antes que el vehículo sea producido. En tales circunstancias, se produce una distorsión del concepto de producción masiva, pues puede llegar a ocurrir que todos los modelos sean diferentes uno del otro. 
En el caso de los computadores de torre y notebooks los mismos dueños se encargan de modificar las carcazas y superficies de modo de hacerlas más destacadas, iluminándolas y adornándolas de modo de convertirlas en especímenes únicos y sobresalientes.

## Versiones
En ocasiones algunos adminículos o funcionalidades de un modelo son opcionales y generan diferentes versiones. Por ejemplo, un modelo podría tener dos opciones de motor, de diferente potencia o de diferente combustible. Otra variante es que el fabricante produzca versiones diferentes para países con regulaciones especiales, como las condiciones de seguridad mínimas o niveles de contaminación atmosférica.
Generalmente, el mercado crea códigos estándar para la industria de modo que el consumidor pueda estar informado de las características del producto en forma inmediata. Así, la letra i en una marca-modelo-versión  significa que el motor es a inyección. V8 o V-8, significa que el motor tiene 8 cilindros, montados sobre dos ejes de levas, en V.

## Año de fabricación
Los fabricantes mantienen habitualmente un modelo en le mercado por varios años, generándose una familia de productos clasificables por el año de producción.

## Número de serie
Cuando los bienes son dables de incorporar a un activo contable o para efectos de poder individualizar perfectamente un modelo de otro, se incorpora una placa o grabación con el número asignado en el proceso de fabricación.

## Prototipos
Un pre-modelo es normalmente diseñado, denominándosele prototipo. Su testeo permitirá hacer modificaciones antes de efectuar la producción masiva del mismo.

## Otros
- Wikcionario  tiene definiciones y otra información sobre modelo.

- Datos: Q6020026